# منتخب بنغلاديش للكريكت للسيدات
منتخب بنغلاديش الوطني للكريكت للسيدات (بالبنغالية: বাংলাদেশ জাতীয় মহিলা ক্রিকেট দল)‏ هو ممثل بنغلاديش الرسمي في المنافسات الدولية في الكريكت للسيدات. تأسس في 2007.